# Jordi Nopca
Jordi Nopca (Barcelona, 1983) és un periodista, escriptor i traductor català, actual redactor de l'Ara i coordinador de l'Ara Llegim.
Va estudiar Periodisme a la Universitat Autònoma de Barcelona i Teoria de la literatura i Literatura comparada a la Universitat de Barcelona. Des del 2006 ha publicat articles per a Mondosonoro, Benzina, Sortim, Què fem?, Go Mag i Time Out Barcelona. Va col·laborar amb La tribu de Catalunya Ràdio.
El 2012 va publicar la seva primera novel·la, El talent, amb Labreu Edicions. En ella, narra les vivències d'una jove parella que viatja a Lisboa amb un prototip robat que pot detectar el talent literari. És gràcies a aquest invent amb què poden descobrir el talent amagat de diverses persones i publicar les seves obres per mirar de guanyar-se la vida. Per l'autor, la novel·la, redactada cinc anys abans de la seva publicació, «havia de situar-la en un moment anterior a la crisi, que ha suposat un desmantellament progressiu d'il·lusions, mentre que aquesta novel·la és preil·lusions perdudes». Julià Guillamon va afirmar al suplement cultural de La Vanguardia que «la seva primera novel·la és una poca-soltada sàvia, plena de referències a autors antics i moderns, llibres clàssics i llibres de moda, que es barregen en un argument xarbotat» i que «la gràcia de la novel·la és que et fa lliscar molt ràpidament, a còpia d'enginy, diàlegs delirants i situacions narratives impossibles».
El 2013 va rebre el II Memorial Pere Rodeja, atorgat pel Gremi de Llibreters, per «oferir als lectors una mirada àmplia, innovadora i completa de la realitat literària del nostre país» amb els seus treballs periodístics. El 2014 va guanyar el Premi Documenta de narrativa amb el recull de relats Puja a casa, publicat a L'Altra editorial, que ha estat traduït al castellà, al neerlandès i l'anglès.
El novembre de 2019 va guanyar el Primer Premi Proa de Novel·la amb l'obra La teva ombra, que ha estat descrita com «una novel·la que transcendeix per la voluntat de construir trames que demostren la complexitat d'uns personatges que són persones» (Julià Guillamon, La Vanguardia). O també: «Aglutina la indefinició i la deriva existencial (...) amb un traç insidiosament precís, amb un moviment de la prosa que ni puja ni baixa, sinó que només es mou per distorsionar les arrels del melodrama» (Carlos Zanón, El País).

## Obra publicada
- 2008: La lliçó, prosa poètica (Cafè Central)
- 2012 El talent, novel·la (Labreu Edicions)[14][15]
- 2014: La ciutat de la justícia, poema (Edicions Terrícola)
- 2015: Puja a casa, recull de narracions (L'Altra Editorial) / Vente a casa (Libros del Asteroide) ISBN 978-84-943481-0-5
- 2016: Dalí, conte biogràfic sobre l'artista empordanès (Editorial Mediterrània, edicions en català, castellà i anglès) ISBN 978-84-9979-503-4
- 2019: La teva ombra, novel·la (Edicions Proa) ISBN 978-84-7588-800-2 / En la sombra (Destino, 2020)
- 2025: El futur és una petita flama, novel·la (Edicions Proa)